# Amerykanie pochodzenia palestyńskiego
Amerykanie pochodzenia palestyńskiego – obywatele lub rezydenci Stanów Zjednoczonych, których przodkowie pochodzą z Palestyny, bądź też imigranci z tego regionu.

## Migracje
Pierwsza większa fala migracji miała miejsce w końcówce XIX wieku. Migrującymi byli palestyńscy chrześcijanie, którzy opuszczali tereny rządzone przez Imperium Osmańskie. Migracje które miały miejsce w II połowie XX wieku, jak i te współczesne, są efektem konfliktu arabsko-izraelskiego i serii konfliktów zbrojnych, takich jak na przykład wojna sześciodniowa czy wojna Jom Kipur. Do przyczyn imigracji należą także zła sytuacja gospodarcza i dyskryminacja Palestyńczyków.

## Osadnictwo
Palestyńczycy osiedlają się w miastach takich jak Nowy Jork, Los Angeles i Detroit, gdzie żyją już inne arabskie społeczności – Libańczycy, Irakijczycy czy Jemeńczycy.

## Liczebność
Według spisu z 2000 populacja Amerykanów pochodzenia palestyńskiego wynosi 72 112 osób. Jednakże Amerykański Instytut Arabów (The Arab American Institute) podaje iż na terenie USA żyje około 252 000 Amerykanów Palestyńskich.